# Ярема Надія Іванівна
Ярема Надія Іванівна (нар. 25 квітня 1958, Тернопіль, Україна) — українська вчена у галузі кардіології, доктор медичних наук (2011), професор (2014), професор кафедри внутрішньої медицини № 1 Тернопільського національного медичного університету імені І. Я. Горбачевського, лікар-кардіолог вищої категорії.

## Життєпис
У 1982 році закінчила з відзнакою Тернопільський державний медичний інститут за спеціальністю «Лікувальна справа».
1982—1983 — навчання у інтернатурі з терапії, 1984—1986 - лікар ОБСО, 1986—1989 — старший лаборант кафедри патологічної анатомії, 1989—1993 —старший лаборант кафедри кардіології, 1993—1996 — асистент кафедри кардіології факультету післядипломної освіти, 1996—1998 — асистент кафедри пропедевтики внутрішніх хвороб, 1998—2011 — доцент кафедри внутрішніх хвороб, згодом — кафедри терапії і сімейної медицини, 2011—2015 — проректор з лікувальної роботи і завідувач кафедри внутрішньої медицини № 1, з 2005 року — професор кафедри внутрішньої медицини № 1.

## Наукова діяльність
У 1992 році у Інституті кардіології ім. акад. М. Д. Стражеска захистила кандидатську дисертацію на тему «Перекисне окислення ліпідів та атерогенність ліпідів крові у хворих на гіпертонічну хворобу при лікуванні антагоністами кальцію і бета–адреноблокаторами» за спеціальністю 14.00.06–кардіологія. Науковий керівник — доктор медичних наук, професор Б. І. Рудик.
Вчене звання доцента присвоєно у 1998 році.
У 2010 році у Національному науковому центрі «Інститут кардіології ім. акад. М. Д. Стражеска» захистила докторську дисертацію «Особливості перебігу та лікування хворих на артеріальну гіпертензію жінок з порушеннями мінеральної щільності кісткової тканини та дисліпідемією в постменопаузальному періоді» за спеціальністю 14.01.11—кардіологія. Науковий консультант — академік, доктор медичних наук, професор В. М. Коваленко.
Вчене звання професора присвоєно у 2014 році.
Наукові інтереси: вивчення проблем аритмології, артеріальної гіпертензії, ІХС, серцевої недостатності і коморбідності в кардіології; особливості перебігу кардіологічних захворювань у вагітних; дослідження діастолічної дисфункції, порушень вегетативної регуляції, варіабельності ритму серця, кисневого забезпечення, кальцієвого та ліпідного обміну у пацієнтів із серцево-судинними захворюваннями, їх медикаментозна корекція.
Під керівництвом захищено кандидатську дисертацію Балабан А. І. (2016), 3 магістерські наукові роботи. На даний час виконується 1 кандидатська дисертація.

## Доробок
Автор 212 друкованих праць, з них: 86 статей, 3 монографії, 4 посібники, 4 патенти України на корисну модель, інформаційний лист.

## Нагороди
- 2011 р. — Грамота Тернопільської міської ради;
- 2012 р. — Грамота Тернопільської обласної ради;
- 2013 р. — Диплом Комітету Верховної Ради України з питань науки і освіти — Всеукраїнського проекту «Науково—освітній потенціал України»[8];
- 2017 р. — Подяка Міністерства освіти і науки України;
- 2020 р. — Медаль академіка М. Д. Стражеска «За значні досягнення у кардіології»  [Архівовано 30 квітня 2021 у Wayback Machine.][9].